# Trappenkamp
Trappenkamp – gmina w Niemczech w kraju związkowym Szlezwik-Holsztyn, w powiecie Segeberg, siedziba urzędu Bornhöved.